# Victor Jørgensen
Victor Jørgensen, född 12 juni 1924 i Hjørring, död 29 augusti 2001 i Rødovre, var en dansk boxare.
Jørgensen blev olympisk bronsmedaljör i weltervikt i boxning vid sommarspelen 1952 i Helsingfors.